# Noémie Happart

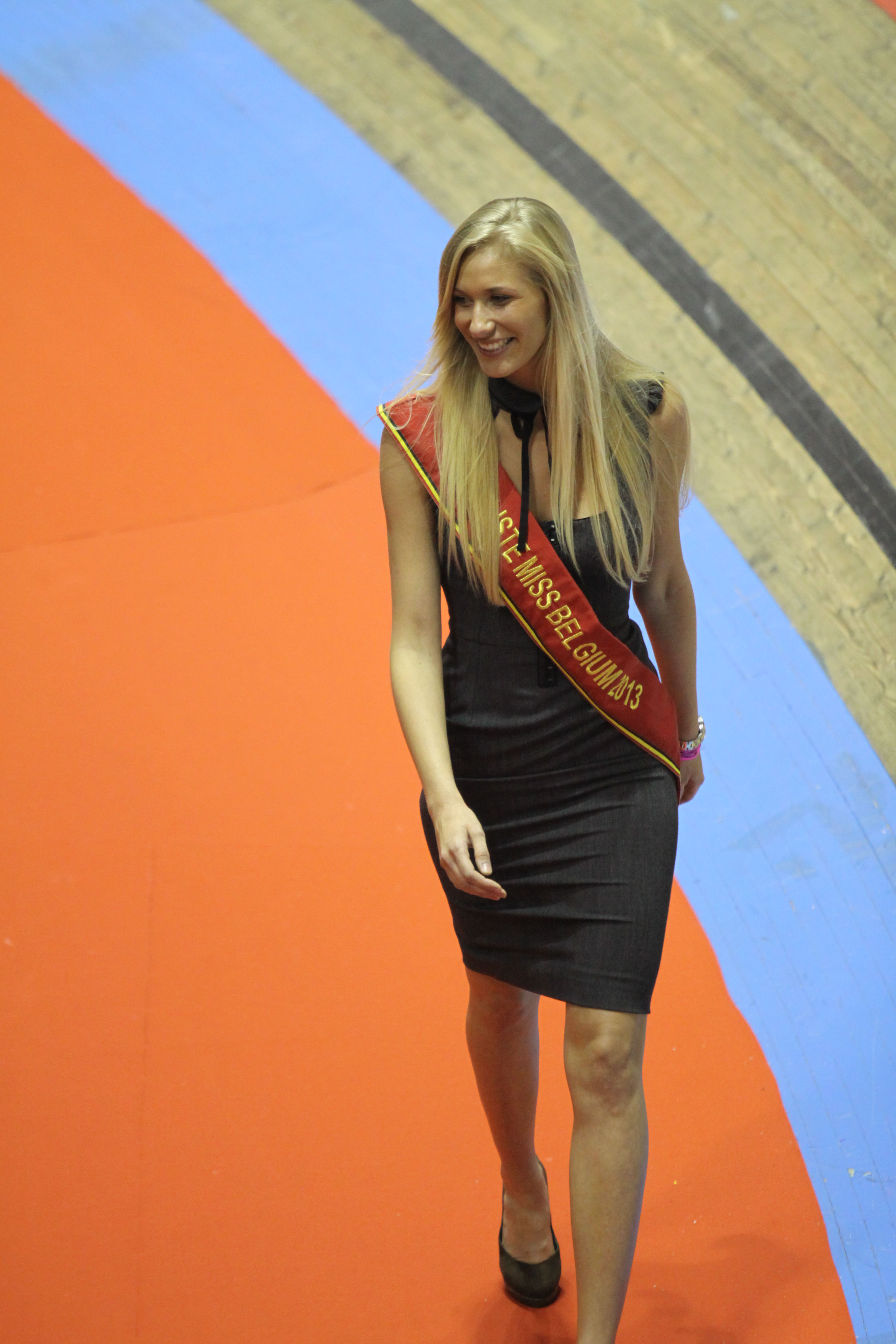
Noémie Happart

Noémie Happart (1 de junho de 1993 - Grâce-Hollogne) é uma modelo Belga,  foi coroada Miss Bélgica de 2013 na Grande Final do Miss Bélgica 2013 no Casino Van Knokkein em Knokke-Heist, em de 6 de janeiro de 2013. Ela representou seu país no Miss Universo 2013 e Miss Mundo 2013.

## Início da vida
Sua cidade natal é Grace-Hollogne. fala  inglês, holandês e francês. Ela é uma estudante do primeiro ano de Medicina na Universidade de Liege. Ela gosta de fotografia, viagens, dança e Medicina. Happart  também ganhou o título de Miss Liège 2013.

## Referencias
1. ↑  «Miss Belge 2013». Consultado em 28 de maio de 2016. Arquivado do original em 11 de janeiro de 2013